# 维勒古日
维勒古日（法語：Villegouge，法語發音：[vilɡuʒ]）是法国吉伦特省的一个市镇，位于该省北部，属于利布尔讷区。

## 地理
维勒古日（44°58'2"N, 0°18'27"W）面积13.84 平方千米，位于法国新阿基坦大区吉倫特省，该省份为法国西南部沿海省份，是法國本土面积最大的省，北起滨海夏朗德省，西临大西洋，南至朗德省，东南接洛特-加龍省，东临多爾多涅省。
与维勒古日接壤的市镇（或旧市镇、城区）包括：加尔贡、吕贡和利勒迪卡尔奈、萨扬、圣艾尼昂、圣日耳曼-德拉里维耶尔、塔尔内斯、韦拉克。

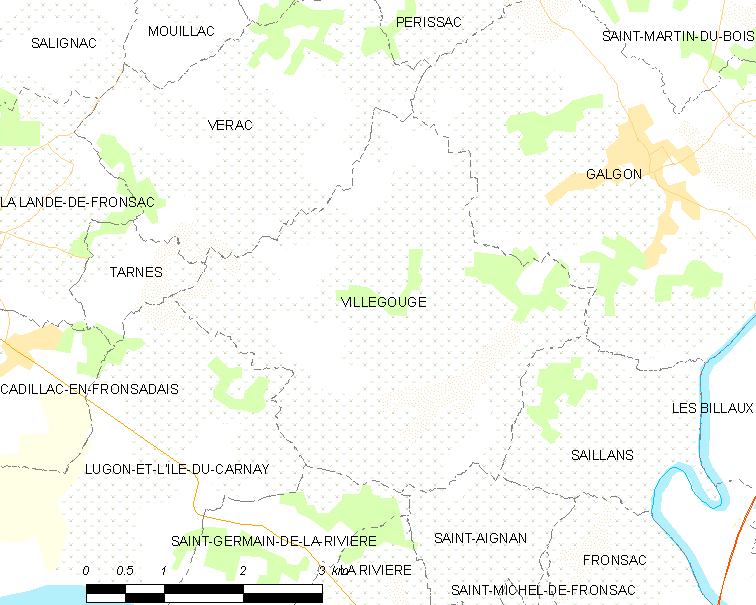
维勒古日的OSM定位图

维勒古日的时区为UTC+01:00、UTC+02:00（夏令时）。

## 行政
维勒古日的邮政编码为33141，INSEE市镇编码为33548。

## 政治
维勒古日所属的省级选区为勒利布尔奈-弗龙萨代县。

## 人口

1962-2008年间维勒古日人口变化图示

维勒古日于2022年1月1日时的人口数量为1291人。